# Calcestruzzo aerato autoclavato

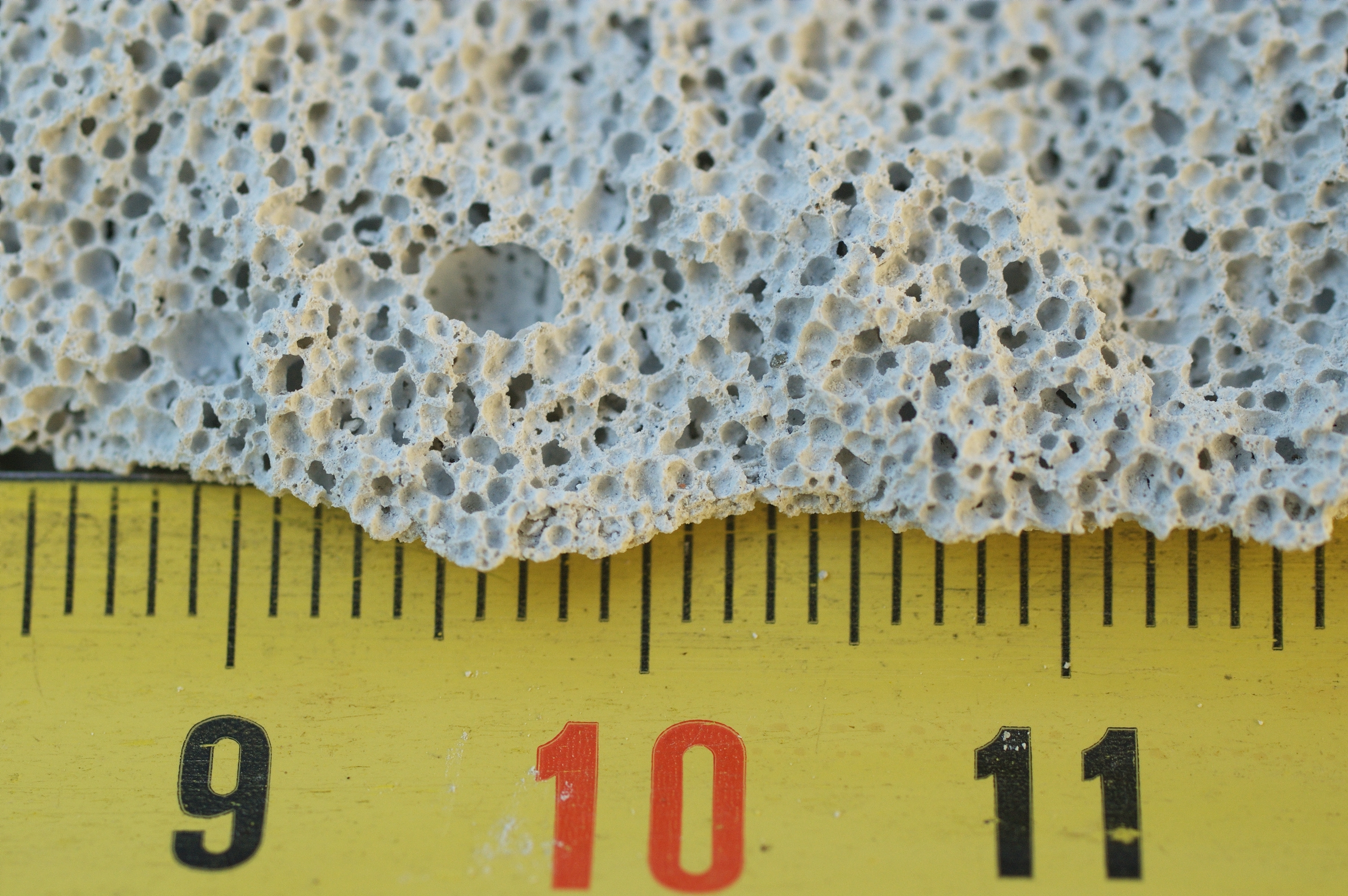
Particolare della struttura alveolare del calcestruzzo aerato autoclavato.

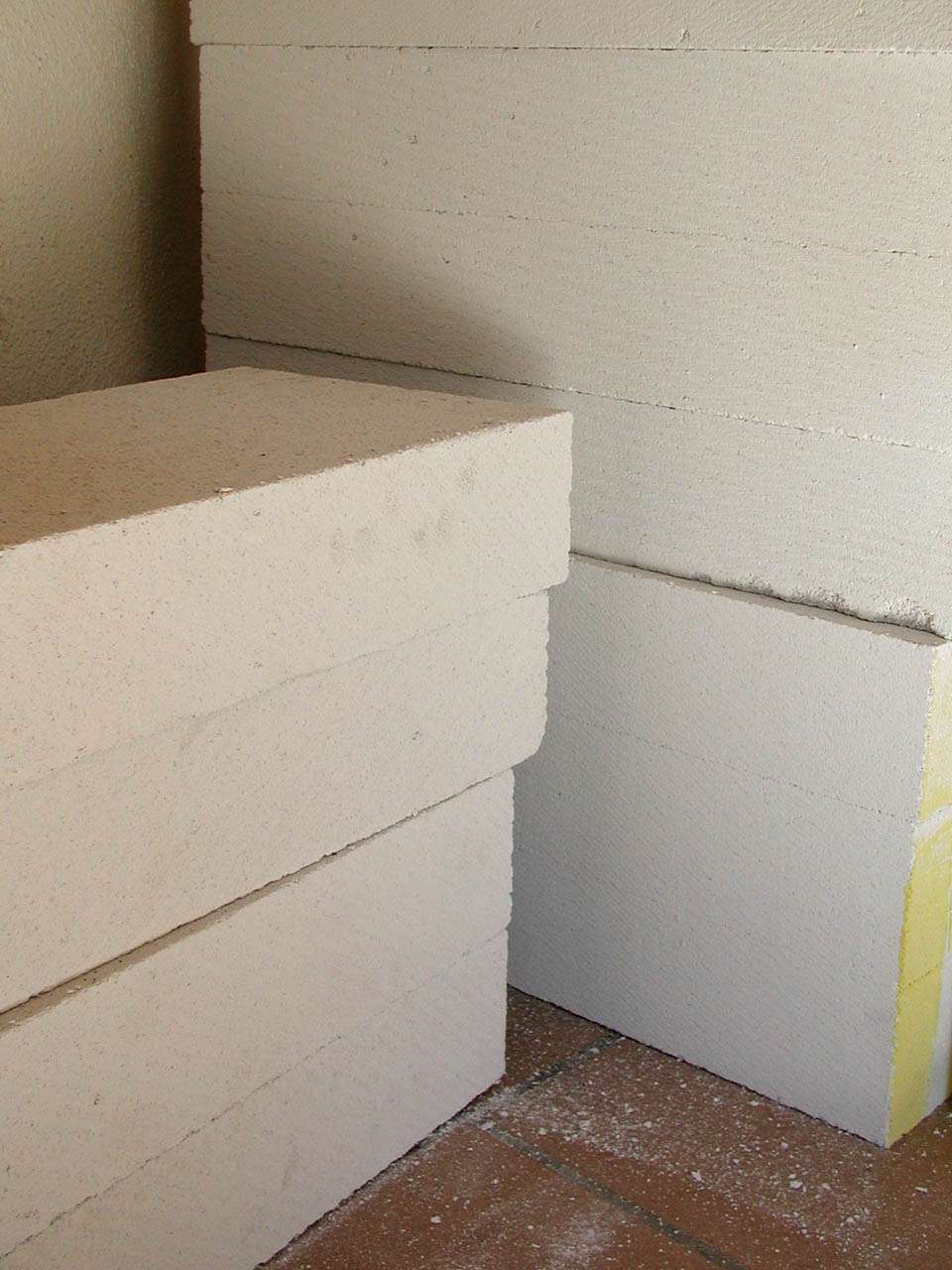
Blocchi di calcestruzzo aerato autoclavato.

Il calcestruzzo aerato autoclavato (in inglese Autoclaved Aerated Concrete - AAC), o calcestruzzo cellulare è un materiale da costruzione leggero preconfezionato.
È conosciuto anche con vari nomi commerciali, tra cui: Gasbeton, Ytong, Siporex, MattONE (DocAirconcrete), Durox, Celcon, Thermalite, Calcespan, Aircrete, Iperblock.
Il calcestruzzo aerato autoclavato è simile a una pietra naturale, la tobermorite.

## Storia
Il primo tentativo di produrre un calcestruzzo alleggerito fu brevettato in Cecoslovacchia da E. Hoffman nel 1889. L'aerazione era prodotta da diossido di carbonio generato dalla reazione tra acido cloridrico e calcare. Nel 1914 Aylsworth & Dyer, negli U.S.A., usarono alluminio in polvere e idrossido di calcio come agenti aeranti. Nel 1917, nei Paesi Bassi, fu depositato un brevetto per l'uso di lievito come agente aerante.
Brevetti successivi videro l'uso della reazione tra polvere di zinco e alcali nella miscela, perossido di idrogeno, ipoclorito di sodio o ipoclorito di calcio.
L'uso di polveri di metallo come agenti per la formazione di idrogeno fu ulteriormente sviluppato da Grosahe a Berlino nel 1919.
La polvere di alluminio si affermò come il mezzo che produceva la più controllabile aerazione con il rilascio di bolle di idrogeno in una consistente gamma di dimensioni.
Molte di queste tecniche diedero però risultati insoddisfacenti, con materiali aventi bassa resistenza a compressione e friabilità, generalmente inadatti ad applicazioni strutturali.

Negli anni venti, in Svezia, a causa di un'eccessiva carenza di legname da costruzione dovuta alla deforestazione, l'architetto Johan Axel Eriksson intraprese ricerche su materiali da costruzione alternativi; nel 1923, per sveltire la stagionatura dei campioni di calcestruzzo decise di utilizzare un'autoclave, ottenendo quindi un risultato totalmente inatteso, con un'ottima resistenza a compressione
.
Nel 1924 Eriksson brevettò il suo procedimento con il nome di "poren betong" (in svedese cemento poroso), e nel 1929 lo commercializzò sotto il nome "Ytong". Le versioni più moderne iniziarono ad essere prodotte in India fin dal 1973 in collaborazione con la svedese l'International Siporex AB. 

## Composizione
Contrariamente alla maggior parte dei calcestruzzi, per la sua realizzazione non vengono usati inerti di dimensioni superiori alla sabbia.
Si distinguono due famiglie di calcestruzzo cellulare, in funzione della composizione.
- calcestruzzo cellulare base cemento, ove i componenti principali sono: sabbia silicea, cemento Portland, ossido di calcio, gesso e acqua;[2][5]
- calcestruzzo cellulare base calce, ove i componenti principali sono: sabbia silicea, ossido di calcio, cemento Portland e acqua.[6]

Tra il 5 e l'8 per mille, in funzione della densità desiderata, è costituito da polvere di alluminio; quest'ultimo ha la funzione di attivare il processo di "lievitazione" dell'impasto con conseguente formazione di pori a seguito della reazione della calce viva e dell'acqua con l'alluminio stesso che si trasforma in silicoalluminato di calcio idrato.

Quando il materiale è miscelato con acqua e colato nelle forme, avvengono varie reazioni chimiche che conferiscono allo stesso le sue particolari caratteristiche.

## Fabbricazione
La sabbia, macinata a umido, viene omogeneizzata con la calce e il cemento in modo da ottenere un impasto fluido che viene versato in apposite vasche metalliche nelle quali avviene la formazione delle porosità interne alla massa che contraddistinguono il materiale. Questo fenomeno è dovuto alla polvere di alluminio che reagendo con l'idrossido di calcio libera bolle di idrogeno che, creando una specie di schiuma secondo un processo di lievitazione naturale, fanno aumentare il volume della miscela.
Il processo di lievitazione si interrompe quando il fenomeno di presa dei leganti cementizi consente al materiale di raggiungere una consistenza solida. Alla fine di questa fase, le bolle rimangono catturate nella massa e l'idrogeno viene rilasciato nell'atmosfera e sostituito da aria che è il miglior isolante termico naturale.
All'estrazione dalle forme il materiale è solido ma ancora soffice. A questo punto viene tagliato in blocchi o pannelli e chiuso in un'autoclave per 11-12 ore. Durante il processo di maturazione a vapore saturo, quando la temperatura raggiunge i 190 °C e la pressione da 8 a 12 bar, la sabbia di quarzo reagisce con l'idrossido di calcio e forma calcio silicato idrato, che fornisce al materiale le sue caratteristiche meccaniche.
Terminato il processo in autoclave, il materiale è immediatamente pronto per l'uso. In funzione della densità, il prodotto finale è composto per circa il 20-30 % del volume di materiale solido mentre per il restante 70-80% del volume è composto da macroporosità visibili a occhio nudo e microporosità visibili al microscopio responsabili delle proprietà fisiche e meccaniche che lo caratterizzano.

## Caratteristiche
All'aspetto è di colore bianco, simile al polistirolo espanso. Esistono anche blocchi del tipo a "base calce", ovvero con impiego quasi esclusivo della calce rispetto al cemento.

Il peso specifico a secco è generalmente compreso tra 3,50 e 5,00 kN/m³.
L'elevatissimo potere coibentante (valori di conduttività termica compresi tra 0,084 e 0,120 W/mK a seconda delle diverse densità ), uniforme in ogni lato, lo pone in concorrenza con il laterizio tradizionale. A parità di isolamento termico il peso della muratura risulta sensibilmente inferiore.

Oltre a un elevato potere di isolamento termico il prodotto presenta caratteristiche di isolamento acustico, infatti l'isolamento varia da 34 dB a 52 dB.
Il valore di resistenza alla compressione permette la costruzione di edifici fino a tre piani fuori terra senza l'utilizzo di strutture in cemento armato, con conseguente assenza di ponti termici.

Oltre al blocco di base, generalmente di lunghezza 62 cm e altezza 25 cm, con vari spessori, sono disponibili elementi speciali adatti alla realizzazione di solai, tetti e quant'altro serve alla costruzione di un edificio, anche in zona sismica. Vengono prodotti anche elementi armati. La messa in opera manuale dei blocchi di dimensioni maggiori è facilitata da una coppia di incavi per le dita, ricavati sui due lati minori. L'unione di un blocco all'altro avviene interponendo un sottile strato di legante apposito.